# Conservadores Australianos
Conservadores Australianos foi um partido político conservador na Austrália formado em 2017. Foi liderado por Cory Bernardi, que havia sido eleito para o Senado pelo Partido Liberal, mas renunciou alegando desacordos com a Coalizão Liberal/Nacional, suas políticas e liderança sob Malcolm Turnbull.
O Partido Família Primeiro e os seus dois parlamentares estaduais, Dennis Hood e Robert Brokenshire, juntaram-se aos conservadores australianos. O Brokenshire não foi reeleito nas eleições estaduais de 2018, e Hood deixou os conservadores para se juntar ao Partido Liberal, deixando o Bernardi como o único membro restante no parlamento federal, cujo mandato no senado durou até 30 de junho de 2022. Em 2017, os líderes do ramo vitoriano dos cristãos australianos concordaram em fundir o ramo vitoriano com os conservadores.
O Bernardi cancelou o registro do partido após a reeleição do governo da Coalizão Morrison nas eleições federais australianas de 2019, citando falta de sucesso político e a má posição financeira.

## História

### Grupo ativista
Os conservadores australianos foram criados pelo senador Bernardi como um grupo ativista político conservador em 6 de julho de 2016. O grupo foi anunciado por Bernardi em seu blog pessoal como um “ movimento ” conservador para “ajudar a mudar a política e dar ao senso comum uma voz unida”. Bernardi citou os resultados das eleições federais de 2016 como um motivador para o estabelecimento do grupo, afirmando que "mais de 1,7 milhões de votos foram dados a partidos de centro-direita ou conservadores em vez dos liberais", e que "a missão clara agora é unir as pessoas para o bem do país". Apesar das especulações da mídia contemporânea quando ele criou o grupo, após inúmeras expressões públicas de decepção com os liberais, suas políticas e o líder Malcolm Turnbull, ele afirmou que seu estabelecimento não sinalizou qualquer ruptura com os liberais, dos quais ele era senador, e que sua intenção era "tornar os liberais mais fortes". Em um mês, o boletim informativo online do grupo alcançou mais de 50.000 assinantes.
O deputado do Partido Liberal Nacional de Queensland , George Christensen, foi um dos primeiros membros da Coligação do Parlamento a apoiar Bernardi e os Conservadores Australianos, após sua insatisfação compartilhada com os resultados das eleições. Apesar disso, O Bernardi deu a entender o contrário nos meses seguintes, indo muitas vezes contra a política da Coligação e criticando o governo, em particular no debate sobre a Lei da Discriminação Racial, especialmente a 18C. No final de dezembro de 2016, Bernardi manteve reuniões controversas com membros da campanha presidencial dos Estados Unidos de Donald Trump, supostamente em preparação para a formação de um partido dissidente após a contínua insatisfação com o partido e suas políticas, Embora tenha se abstido de comentar sobre as especulações renovadas de que ele se separaria, ele foi recebido com a recepção negativa por colegas de partido, incluindo o ex-primeiro-ministro e líder liberal Tony Abbott .

### Fundação do partido

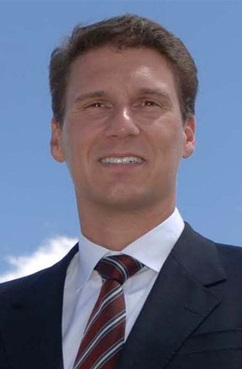
Fundador e líder dos conservadores australianos, Cory Bernardi

Em 7 de fevereiro de 2017, Bernardi anunciou sua renúncia aos liberais por meio de um discurso no Senado da Austrália, optando por promover os conservadores australianos como um partido político e sentar-se na bancada do Senado como seu líder. No seu discurso, Cory Bernardi afirmou que “o nível de desencanto público com os principais partidos, a falta de confiança no nosso processo político e a preocupação com a direcção da nossa nação é muito, muito forte”, e racionalizou a criação dos Conservadores como um partido político com a “necessidade de encontrar uma forma melhor”. Bernardi também citou o ressurgimento e a ascensão de partidos conservadores como o One Nation de Pauline Hanson como prova disso. Embora a insatisfação com a liderança da Coligação ainda fosse partilhada por muitos no Parlamento, vários membros negaram desde então qualquer intenção de se juntarem aos Conservadores Australianos, com a maioria deles a criticar fortemente Bernardi - alguns descreveram a sua atitude como uma "traição". Tony Pasin, em particular, descreveu a atitude de Bernardi como nada surpreendente, "dada a forma como os conservadores da Austrália do Sul são tratados pela liderança dos liberais".
Em 7 de abril de 2017, Kirralie Smith — ex-candidata da Australian Liberty Alliance e membro da Q Society of Australia e candidata ao Senado por Nova Gales do Sul em 2016 — juntou-se ao partido. A Aliança pela Liberdade Australiana discutiu a possibilidade de se fundir com os Conservadores Australianos, mas acabou por recusar a oferta. Os Conservadores Australianos foram registados como partido político na Comissão Eleitoral Australiana em 12 de abril de 2017. Mais tarde naquele mês, o partido formou um bloco de votação no Senado com o senador do Partido Liberal Democrata, David Leyonhjelm . O partido emitiu um comunicado de política em abril de 2017, instando os membros do partido a fazerem petições às grandes empresas de chocolate para se oporem à renomeação dos ovos de Páscoa para ovos de Natal. A divulgação causou confusão, uma vez que não havia provas de que alguma grande empresa de chocolate tivesse feito isso na Austrália, ou que alguém alguma vez lhes tivesse pedido para o fazer.
Em maio de 2017, Bernardi se reuniu com a liderança nacional e estadual vitoriana dos cristãos australianos para discutir uma fusão entre os dois partidos. Em 26 de junho de 2017, foi revelado que a MLC vitoriana Rachel Carling-Jenkins estava deixando o Partido Trabalhista Democrata para se juntar aos Conservadores Australianos. O Partido Trabalhista Democrático recusou uma oferta de fusão com os Conservadores Australianos. Em 11 de agosto de 2017, o antigo deputado federal liberal Dennis Jensen anunciou que iria desertar para os conservadores australianos e instou os membros do Partido Liberal na Austrália Ocidental a juntarem-se a ele. Em setembro de 2017, a liderança do estado de Victoria dos cristãos australianos fundiu-se entre os dois partidos.
Em fevereiro de 2018, O Lyle Shelton renunciou ao seu cargo de lobby em Lobby Cristão Australiano para ingressar na política partidária, juntando-se aos conservadores australianos como diretor federal de comunicações. Especula-se que ele será um dos candidatos do partido nas próximas eleições federais. Mais tarde naquele mês, o ex-senador do One Nation, Fraser Anning, juntou-se ao bloco de votação do partido no Senado, mas permaneceu como senador independente.

### Fusão com a Family First
Em 25 de abril de 2017, foi anunciado que o Partido Família Primeiro se fundiria com os Conservadores Australianos, com os seus dois membros do Conselho Legislativo da Austrália do Sul a juntarem-se ao partido. A recém-nomeada senadora do Family First, Lucy Gichuhi, não se juntou aos conservadores.
A Família em Primeiro Lugar era geralmente considerada parte da direita cristã. Embora não tivesse nenhuma afiliação formal com nenhuma organização religiosa específica, a Family First estava fortemente ligada à igreja pentecostal no sul da Austrália e, nacionalmente, a denominações cristãs menores. O Family First na Austrália do Sul foi visto como uma infusão de ex- liberais por meio de Robert Brokenshire e Bob Day . O partido defendia uma agenda de valores morais e familiares, mas Day, que se tornaria o principal doador do Family First, mais tarde reorientou o Family First para enfatizar questões como a reforma das relações trabalhistas, a liberdade de expressão e um governo menor, o que aproximou o Family First dos conservadores de Bernardi.
O partido teve desempenhos modestos nas eleições suplementares de Bennelong em 2017 e Batman em 2018, obtendo votos primários de 4,29% e 6,41%, respectivamente, este último na ausência de candidato do Partido Liberal, não conseguindo eleger um candidato em nenhum dos casos.
Em março de 2018, o partido perdeu seus dois representantes no Conselho Legislativo da Austrália do Sul . Robert Brokenshire perdeu sua candidatura à reeleição, e o líder parlamentar Dennis Hood desertou para o Partido Liberal, que nove dias antes havia vencido o governo nas eleições estaduais . Na eleição, os conservadores australianos sofreram uma oscilação de 3,2% na Assembleia da Câmara da Austrália do Sul (de uma votação de 6,2% na Família em Primeiro Lugar em 2014 ) para uma votação primária de 3,0%. Foram apresentados 33 candidatos para a câmara baixa, mas nenhum deles chegou perto de ser eleito. Sofreu uma oscilação de 0,9% no Conselho Legislativo (de uma votação de 4,4% da Família Primeiro em 2014) para uma votação primária de 3,5%.
Na eleição federal subsequente, os conservadores australianos apresentaram candidatos ao senado em todos os estados, mas não conseguiram nenhuma cadeira. Diante desse resultado, Bernardi anunciou que iniciaria o processo de cancelamento do registro do partido. Bernardi disse que, além do fraco desempenho do partido nas urnas, ele acreditava que a vitória surpreendente da Coligação sob o comando do novo Primeiro-Ministro Scott Morrison provou que o "senso comum" havia retornado a Canberra, que era "tudo o que nós, como Conservadores Australianos, sempre buscamos fazer".

## Representantes eleitos

### Federal
- Cory Bernardi − líder federal, Senado australiano (2017–2019; ex-membro do Partido Liberal ). Seu mandato de seis anos no Senado expira em 31 de junho de 2022.

### Estado
- Robert Brokenshire − Conselho Legislativo da Austrália do Sul (2017–2018; ex-membro do Partido Família Primeiro ), perdeu seu assento na eleição estadual de 2018.[2]
- Dennis Hood − Líder da Austrália do Sul, Conselho Legislativo da Austrália do Sul (2017–2018; antigo membro do Partido Família Primeiro ); desertou para o Partido Liberal em 22 de março de 2018[2]
- Rachel Carling-Jenkins − Conselho Legislativo de Victoria (2017–2018; ex-membro do Partido Trabalhista Democrata ), deixou o partido em agosto de 2018.[47]

- Trevor Scott - Conselho de Berri Barmera[48]

## Políticas
As políticas dos conservadores australianos incluíam: 

### Opor
- Programa de escolas seguras como doutrinação política dentro das escolas
- Subsídios para energia renovável
- Quaisquer metas de energia renovável
- Acordo Climático de Paris
- Medidas de arrecadação de receitas impostas à polícia que não visam genuinamente melhorar a segurança da comunidade
- Direitos de propriedade sendo restringidos ou usurpados
- Movimentos para mudar o Dia da Austrália
- Casamento entre pessoas do mesmo sexo e educação sexual LGBT
- Aborto

### Apoiar
- Liberdade religiosa
- Uma redução nos níveis de imigração e um fortalecimento das leis de cidadania
- A promoção dos valores australianos e da herança civilizacional ocidental da Austrália, a proteção da bandeira atual e a manutenção do Dia da Austrália em 26 de janeiro
- Reforma das relações laborais
- Controle de todos os gastos do governo e retorno do superávit orçamentário
- Um registro nacional de criminosos sexuais de crianças disponível ao público
- Congelamento salarial para políticos e altos funcionários públicos
- A fusão da ABC e da SBS em uma única emissora consolidada
- Um banco de dados público de gastos de campanha e políticos
- O uso da energia nuclear
- Uma Comissão Real sobre a influência do Partido Comunista Chinês na Austrália
- Uma “ética de reciprocidade” nos acordos de investimento estrangeiro e de livre comércio da Austrália
- A simplificação dos currículos escolares e o foco nos princípios básicos da educação